# Callichthyinae
Callichthyinae es una subfamilia de peces siluriformes de agua dulce, la que junto a Corydoradinae conforman la familia Callichthyidae. Los 5 géneros que incluye Callichthyinae se distribuyen en aguas templadas, templado-cálidas y cálidas del sur de Centroamérica y del norte, centro y centro-sur de Sudamérica. Sus integrantes son denominados comúnmente cascarudos, peloncitos, etc.

## Taxonomía

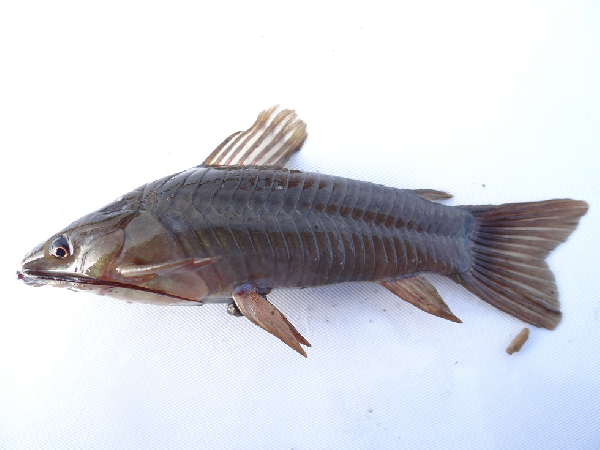
Hoplosternum magdalenae.

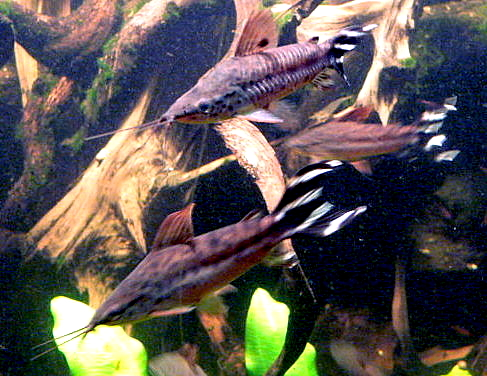
Dianema urostriatum.

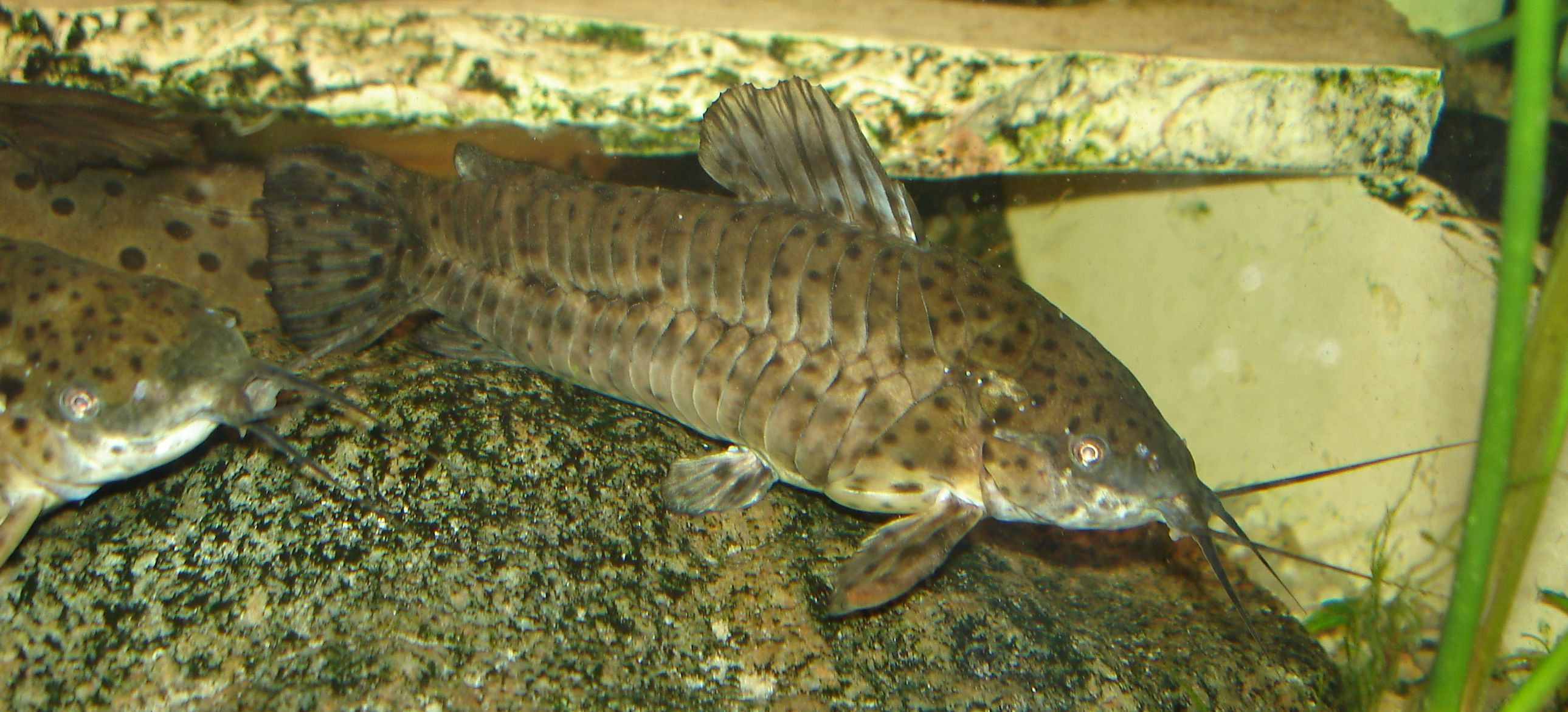
Megalechis thoracata.

Este taxón fue descrito originalmente en el año 1838 por Charles Lucien Bonaparte. El género tipo es Callichthys Scopoli, 1777.
Callichthyinae puede distinguirse por la presencia de columna vertebral en la aleta anal (versus su ausencia en Corydoradinae).

### Relaciones filogenéticas y subdivisión
En el año 1940, Gosline fue el primero en sugerir que Callichthyidae estaba formado por 3 grupos filogenéticos. En 1952, Hoedeman fue el primero en categorizar como subfamilia a Callichthyinae. En 1998, Reis postuló la monofilia de la subfamilia Callichthyinae, lo que fue corroborado en 2004, por Shimabukuru-Dias.
En 2013, en su tesis, Vera-Alcaraz estudió toda la familia Callichthyidae abordando de manera total la evidencia disponible mediante análisis filogenéticos, empleando metodología cladística, lo que permitió corroborar mayormente las monofilias presentadas por anteriores especialistas, conciliando las diferencias con algunas propuestas de reordenamientos taxonómicos. Refrendó el tratamiento subfamiliar para Callichthyinae, y dado que encontró que esta está formada por 2 clados monofiléticos, los categorizó como sendas tribus: Hoplosternini y Callichthyini, las que contienen un total de 5 géneros:
Tribu Callichthyini Bonaparte, 1838
- Callichthys Scopoli, 1777
- Lepthoplosternum Reis, 1997
- Megalechis Reis, 1997

Tribu Hoplosternini Miranda Ribeiro, 1959
- “Hoplosternum’’ Gill, 1858
- Dianema Cope, 1877

## Distribución y hábitat
Esta subfamilia se distribuye en el sur de América Central y en el norte, centro y centro-sur de América del Sur, en Panamá y todos los países hacia el sur (excluyendo Chile), con especies en Guyana, Guayana Francesa, Surinam, Venezuela, Colombia, Ecuador, Perú, Bolivia, Brasil, Paraguay, Uruguay hasta la Argentina.
Está presente, al oriente de los Andes, en todas las grandes cuencas hidrográficas sudamericanas con pendiente del Atlántico: del Amazonas, del Orinoco, del Tocantins, del São Francisco y del Plata; también en las cuencas del río Magdalena, del Sinú y del Atrato del mar Caribe, en cursos fluviales de Trinidad y Tobago y en drenajes atlánticos de las Guayanas y del este del Brasil, alcanzando por el sur la cuenca de la laguna de los Patos-Merín, en el este del Uruguay. En la pendiente del Pacífico solo se encuentra en ríos y arroyos del sur de Panamá.